# Guillaume Raoux
Guillaume Raoux (ur. 14 lutego 1970 w Bagnols-sur-Cèze) – francuski tenisista, reprezentant w Pucharze Davisa, olimpijczyk z Atlanty (1996).

## Kariera tenisowa
Startując w gronie juniorów Raoux osiągnął w 1988 roku finał Wimbledonu w grze pojedynczej chłopców, przegrywając spotkanie o tytuł z Nicolásem Pereirą. Sezon 1988 zakończył na pozycji 2. w klasyfikacji singlowej juniorów.
Jako zawodowy tenisista Francuz startował w latach 1989–2000.
W grze pojedynczej wygrał jeden turniej rangi ATP World Tour, w 1992 roku w Brisbane. Ponadto był trzykrotnym finalistą zawodów singlowych.
W grze podwójnej Raoux zwyciężył w czterech turniejach kategorii ATP World Tour i trzy razy był uczestnikiem finału.
W 1996 roku wystąpił w igrzyskach olimpijskich w Atlancie. W grze pojedynczej odpadł w I rundzie po porażce Byronem Blackiem reprezentującym Zimbabwe. Z gry podwójnej Raoux również został wyeliminowany w I rundzie, w której grał w parze z Arnaudem Boetschem. Francuski debel przegrał z Australijczykami Toddem Woodbridge i Markiem Woodforde, którzy ostatecznie zdobyli złoty medal.
Raoux reprezentował swój kraj w Pucharze Davisa w latach 1996–1999. Był w składzie zespołu, który w 1996 roku odniósł zwycięstwo w rywalizacji, po pokonaniu w finale 3:2 Szwecji.
W rankingu gry pojedynczej Raoux najwyżej był na 35. miejscu (8 czerwca 1998), a w klasyfikacji gry podwójnej na 35. pozycji (5 sierpnia 1996).

### Finały w turniejach ATP World Tour
| Nazwa                              |
| ---------------------------------- |
| Wielki Szlem                       |
| Igrzyska olimpijskie               |
| ATP World Tour World Championships |
| ATP Masters Series                 |
| ATP Championships Series           |
| ATP World Series                   |

#### Gra pojedyncza (1–4)
| Końcowy wynik | Nr | Data                | Turniej      | Nawierzchnia    | Przeciwnik            | Wynik finału |
| ------------- | -- | ------------------- | ------------ | --------------- | --------------------- | ------------ |
| Finalista     | 1. | 10 listopada 1991   | Birmingham   | Dywanowa (hala) | Michael Chang         | 3:6, 2:6     |
| Zwycięzca     | 1. | 4 października 1992 | Brisbane     | Twarda (hala)   | Kenneth Carlsen       | 6:4, 7:6(10) |
| Finalista     | 2. | 19 marca 1995       | Petersburg   | Dywanowa (hala) | Jewgienij Kafielnikow | 2:6, 2:6     |
| Finalista     | 3. | 9 kwietnia 1995     | Johannesburg | Twarda          | Martin Sinner         | 1:6, 4:6     |
| Finalista     | 4. | 22 czerwca 1997     | Rosmalen     | Trawiasta       | Richard Krajicek      | 4:6, 6:7(7)  |

#### Gra podwójna (4–3)
| Końcowy wynik | Nr | Data                 | Turniej          | Nawierzchnia    | Partner                | Przeciwnicy                 | Wynik finału  |
| ------------- | -- | -------------------- | ---------------- | --------------- | ---------------------- | --------------------------- | ------------- |
| Zwycięzca     | 1. | 17 stycznia 1993     | Dżakarta         | Twarda          | Diego Nargiso          | Jacco Eltingh Paul Haarhuis | 7:6, 6:7, 6:3 |
| Finalista     | 1. | 18 września 1994     | Bordeaux         | Twarda          | Diego Nargiso          | Olivier Delaître Guy Forget | 2:6, 6:2, 5:7 |
| Finalista     | 2. | 12 marca 1995        | Kopenhaga        | Dywanowa (hala) | Greg Rusedski          | Mark Keil Peter Nyborg      | 7:6, 4:6, 6:7 |
| Zwycięzca     | 2. | 9 kwietnia 1995      | Johannesburg     | Twarda          | Rodolphe Gilbert       | Martin Sinner Joost Winnink | 6:4, 3:6, 6:3 |
| Zwycięzca     | 3. | 18 lutego 1996       | Marsylia         | Twarda (hala)   | Jean-Philippe Fleurian | Marius Barnard Peter Nyborg | 6:3, 6:2      |
| Finalista     | 3. | 20 października 1996 | Tuluza           | Twarda (hala)   | Olivier Delaître       | Jacco Eltingh Paul Haarhuis | 3:6, 5:7      |
| Zwycięzca     | 4. | 21 czerwca 1998      | 's-Hertogenbosch | Trawiasta       | Jan Siemerink          | Joshua Eagle Andrew Florent | 7:6(5), 6:2   |